# Lycée Félix Éboué
Le lycée Félix Éboué est un lycée général et technologique situé à N'Djaména au Tchad.
Premier grand lycée du Tchad, il accueille environ 3 000 élèves dont les deux tiers dans le lycée littéraire et le reste dans le lycée scientifique.
Il est régulièrement critiqué pour sa vétusté, et est souvent le siège de manifestations étudiantes. Il est nommé d'après Félix Éboué.

## Histoire
Il est créé d'abord comme Collège d'enseignement général (CEG) en 1959 avant d'être érigé en lycée l'année suivante (1960). En juin 2002, il est scindé en deux lycées distincts, le lycée Félix Éboué I et le lycée Félix Eboué II.

## Localisation
Le lycée Félix Éboué est situé dans le quartier Ardep Djoumal, dans le 3e arrondissement de la capitale tchadienne N'Djaména.
Il est bordé au sud par l'avenue Mubutu qui le sépare du lycée technique commercial de N'djamena et l'Office de radio et télévision du Tchad (ONRTV), à l'est par les bureaux de détachement de la police et à l'ouest par l'École normale d'administration.